# A Jangada de Pedra (filme)
A Jangada de Pedra (La balsa de piedra, em espanhol) é um filme de 2008 dirigido por George Sluizer e com roteiro baseado no livro do mesmo título do escritor português José Saramago, vencedor do Prémio Nobel.
Na sequência de um tremor de terra, que nenhum sismógrafo registou, abre-se uma fenda enorme ao longo da fronteira entre Espanha e França. 
Aos poucos, a Península Ibérica separa-se do continente europeu e parte à deriva no Atlântico, como uma gigantesca jangada de pedra. 
Portugueses e espanhóis vêem o seu quotidiano abalado por essa nova realidade.

## Elenco
- Federico Luppi - Pedro
- Icíar Bollaín - Maria
- Gabino Diego - Jose
- Ana Padrão - Joana
- Diogo Infante - Joaquim